# Вальдуджа
Вальдуджа (італ. Valduggia, п'єм. Valdugia) — муніципалітет в Італії, у регіоні П'ємонт, провінція Верчеллі.
Вальдуджа розташована на відстані близько 550 км на північний захід від Рима, 90 км на північний схід від Турина, 50 км на північ від Верчеллі.
Населення — 2072 особи (2014).
Щорічний фестиваль відбувається 23 квітня. Покровитель — Св. Георгій (італ. San Giorgio).

## Демографія
Населення за роками:

Станом на 1 січня 2023 року в муніципалітеті офіційно проживало 100 іноземців з 18 країн, серед них 13 громадян країн Євросоюзу та 25 громадян України.

## Сусідні муніципалітети
- Бока
- Боргозезія
- Челліо
- Гаргалло
- Гриньяско
- Мадонна-дель-Сассо
- Маджора
- Поньо
- Соризо